# Thessaloniki (regional enhed)
Thessaloniki (græsk: Μητροπολιτική Περιοχή Θεσσαλονίκης Mitropolitiki Periohi Thessaloníkis, Metropolitan Area of Thessaloniki) er en af Grækenlands regionale enheder. Den er en del af periferien Centralmakedonien, og dens hovedstad er byen Thessaloniki.

## Geografi
Området strækker sig fra Thermaikos-bugten i sydvest til den Strymoniske bugt i øst. Mod nord ligger to søer, Koroneiasøen i hjertet af den regionale enhed og Volvi-søen mod øst. Der er landbrugsområder især mod vest og sydvest, og færre i nordøst, nord og langs Vardardalen. Bjergområder omfatter Chortiatis i den vest-centrale del, Vertiskos i nord og dele af Kerdylio-bjergene i nordøst. Den regionale enhed grænser op til den regionale enhed Imathia mod sydvest, Pella mod vest, Kilkis mod nord, Serres mod øst og Chalkidiki mod syd.

## Historie
Området, der skulle blive den regionale enhed i Thessaloniki, blev annekteret af Grækenland i 1912 under den første Balkan-krig . Området blev ramt af et jordskælv i 1978 og af oversvømmelser på grund af regn i oktober 2006. Mustafa Kemal Atatürk, grundlægger af det moderne Tyrkiet, blev født i Salonica, navnet på byen Thessaloniki, da det var en del af det osmanniske imperium.

### Kommuner
Den regionale enhed Thessaloniki er opdelt i 14 kommuner. Disse er: 
(Nummer svarer til kortet i infoboksen. )
- Ampelokipoi-Menemeni (2)
- Chalkidona (13)
- Delta (4)
- Kalamaria (7)
- Kordelio-Evosmos (8)
- Lagkadas (9)
- Neapoli-Sykies (10)
- Oraiokastro (14)
- Pavlos Melas (11)
- Pylaia-Chortiatis (12)
- Thermaikos (5)
- Thermi (6)
- Thessaloniki (1)
- Volvi (3)

### Præfektur
Thessaloniki-præfekturet (græsk: Νομός Θεσσαλονίκης) blev oprettet, da området blev annekteret af Grækenland under den første Balkankrig i 1913. På det tidspunkt var dets område det største præfektur i landet og dækkede ca. 7% af det samlede land. Præfekturerne Pella og Kilkis blev opdelt i henholdsvis 1930 og 1937, og efter Anden Verdenskrig, i 1947, blev Imathia og Pieria desuden oprettet fra land fra præfekturet Thessaloniki.
Som en del af Kallikratis regeringsreform i 2011 blev præfekturet omdannet til en regional enhed inden for det centrale Makedonien uden nogen ændring i grænser. Samtidig blev kommunerne reorganiseret i henhold til nedenstående tabel. 
| Ny kommune           | Gamle kommuner      | Sæde         |
| -------------------- | ------------------- | ------------ |
| Ampelokipoi-menemeni | Ampelokipoi         | Ampelokipoi  |
| Ampelokipoi-menemeni | Menemeni            | Ampelokipoi  |
| Chalkidona           | Chalkidona          | Koufalia     |
| Chalkidona           | Agios Athanasios    | Koufalia     |
| Chalkidona           | Koufalia            | Koufalia     |
| Delta                | Axios               | Sindos       |
| Delta                | Echedoros           | Sindos       |
| Delta                | Chalastra           | Sindos       |
| Kalamaria            | Kalamaria           | Kalamaria    |
| Kordelio-Evosmos     | Eleftherio-Kordelio | Evosmos      |
| Kordelio-Evosmos     | Evosmos             | Evosmos      |
| Lagkadas             | Lagkadas            | Lagkadas     |
| Lagkadas             | Assiros             | Lagkadas     |
| Lagkadas             | Vertiskos           | Lagkadas     |
| Lagkadas             | Kallindoia          | Lagkadas     |
| Lagkadas             | Koroneia            | Lagkadas     |
| Lagkadas             | Lachanas            | Lagkadas     |
| Lagkadas             | Sochos              | Lagkadas     |
| Neapoli-Sykies       | Neapoli             | Sykies       |
| Neapoli-Sykies       | Agios Pavlos        | Sykies       |
| Neapoli-Sykies       | Pefka               | Sykies       |
| Neapoli-Sykies       | Sykies              | Sykies       |
| Oraiokastro          | Oraiokastro         | Oraiokastro  |
| Oraiokastro          | Kallithea           | Oraiokastro  |
| Oraiokastro          | Mygdonia            | Oraiokastro  |
| Pavlos Melas         | Efkarpia            | Stavroupoli  |
| Pavlos Melas         | Polichni            | Stavroupoli  |
| Pavlos Melas         | Stavroupoli         | Stavroupoli  |
| Pylaia-Chortiatis    | Panorama            | Panorama     |
| Pylaia-Chortiatis    | Pylaia              | Panorama     |
| Pylaia-Chortiatis    | Chortiatis          | Panorama     |
| Thermaikos           | Thermaikos          | Peraia       |
| Thermaikos           | Epanomi             | Peraia       |
| Thermaikos           | Michaniona          | Peraia       |
| Thermi               | Thermi              | Thermi       |
| Thermi               | Vasilika            | Thermi       |
| Thermi               | Mikra               | Thermi       |
| Thessaloniki         | Thessaloniki        | Thessaloniki |
| Thessaloniki         | Triandria           | Thessaloniki |
| Volvi                | Rentina             | Stavros      |
| Volvi                | Agios Georgios      | Stavros      |
| Volvi                | Apollonia           | Stavros      |
| Volvi                | Arethousa           | Stavros      |
| Volvi                | Egnatia             | Stavros      |
| Volvi                | Madytos             | Stavros      |